# Echipa națională de volei feminin a României
Echipa națională de volei feminin a României este reprezentativa de senioare la volei feminin a României. Ea reprezintă țara în competițiile internaționale.

## Componența actuală
Componența echipei naționale pentru runda finală a Campionatului European 2015 (Olanda/Belgia), sub conducerea antrenorului argentinian Guillermo Gallardo secondat de Alexandru Rareș Puni. 
| Nr  | Nume                      | Post                   | Data nașterii    | Înălțime | Echipa                   |
| --- | ------------------------- | ---------------------- | ---------------- | -------- | ------------------------ |
| 1   | Ioana Maria Baciu         | centru (principal)     | 4 ianuarie 1990  | 1,84     | Știința Bacău            |
| 2   | Denisa Adriana Rogojinaru | extremă (secund)       | 16 mai 1985      | 1,84     | Știința Bacău            |
| 3   | Roxana Denisa Bacșiș      | opus                   | 19 august 1988   | 1,90     | CSM București            |
| 4   | Ana Maria Berdilă         | extremă (secund)       | 8 august 1993    | 1,75     | Volei Alba Blaj          |
| 5   | Andreea Ispas             | libero                 | 5 martie 1990    | 1,70     | CSU Medicina Târgu Mureș |
| 6   | Mihaela Albu              | libero                 | 1 ianuarie 1994  | 1,70     | Știința Bacău            |
| 8   | Florina Chirilov          | coordonatoare          | 28 martie 1988   | 1,79     | fără club                |
| 10  | Alexandra Sobo            | centru (principal)     | 25 aprilie 1987  | 1,91     | CSM Târgoviște           |
| 11  | Ioana Nemțanu             | extremă (secund)       | 1 ianuarie 1989  | 1,83     | Volei Alba Blaj          |
| 12c | Adina Salaoru             | extremă (secund)/ opus | 5 august 1989    | 1,83     | Volei Alba Blaj          |
| 13  | Sabina Moisa              | coordonatoare          | 4 decembrie 1990 | 1,90     | Știința Bacău            |
| 15  | Georgiana Faleș           | centru (principal)     | 4 februarie 1986 | 1,87     | CSM București            |
| 18  | Nneka Obiamaka Onyejekwe  | centru (principal)     | 18 august 1989   | 1,89     | fără club                |

## Componențe anterioare
Componența echipei naționale la convocarea pentru Jocurile Europene din 2015 (Baku), sub conducerea antrenorului argentinian Guillermo Gallardo. 
| Nr | Nume                     | Post                   | Data nașterii     | Înălțime | Echipa                    |
| -- | ------------------------ | ---------------------- | ----------------- | -------- | ------------------------- |
| 4  | Alexandra-Romela Trică   | extremă (secund)       | 21 octombrie 1985 | 1,85     | CSM Târgoviște            |
| 1  | Roxana-Valentina Ivanof  | centru (principal)     | 9 februarie 1985  | 1,87     | Volei Alba Blaj           |
| 15 | Georgiana Faleș          | centru (principal)     | 4 februarie 1986  | 1,87     | CSM București             |
| 3  | Roxana-Denisa Bacșiș     | opus                   | 19 august 1988    | 1,90     | CSM București             |
| 9  | Diana-Ioana Calotă       | coordonatoare          | 24 mai 1986       | 1,80     | CSM Târgoviște            |
| 11 | Ioana Nemțanu            | extremă (secund)       | 1 ianuarie 1989   | 1,83     | Volei Alba Blaj           |
| 12 | Adina Salaoru            | extremă (secund)/ opus | 5 august 1989     | 1,83     | Volei Alba Blaj           |
| 13 | Sabina Moisa             | coordonatoare          | 4 decembrie 1990  | 1,90     | Știința Bacău             |
| 17 | Daiana Mureșan           | extremă (secund)/ opus | 6 iulie 1990      | 1,91     | Scandicci                 |
| 18 | Nneka Obiamaka Onyejekwe | centru (principal)     | 18 august 1989    | 1,89     | RC Cannes                 |
| 7  | Liana-Gabriela Badea     | centru (principal)     | 9 august 1989     | 1,91     | Dinamo Romprest București |
| 2  | Irina-Cristina Radu      | extremă (secund)/ opus | 17 februarie 1983 | 1,81     | Știința Bacău             |
| 6  | Mihaela Albu             | libero                 | 1 ianuarie 1994   | 1,70     | Știința Bacău             |
| 10 | Nicoleta Manu            | libero                 | 3 decembrie 1980  | 1,74     | Dinamo Romprest București |

## Galerie

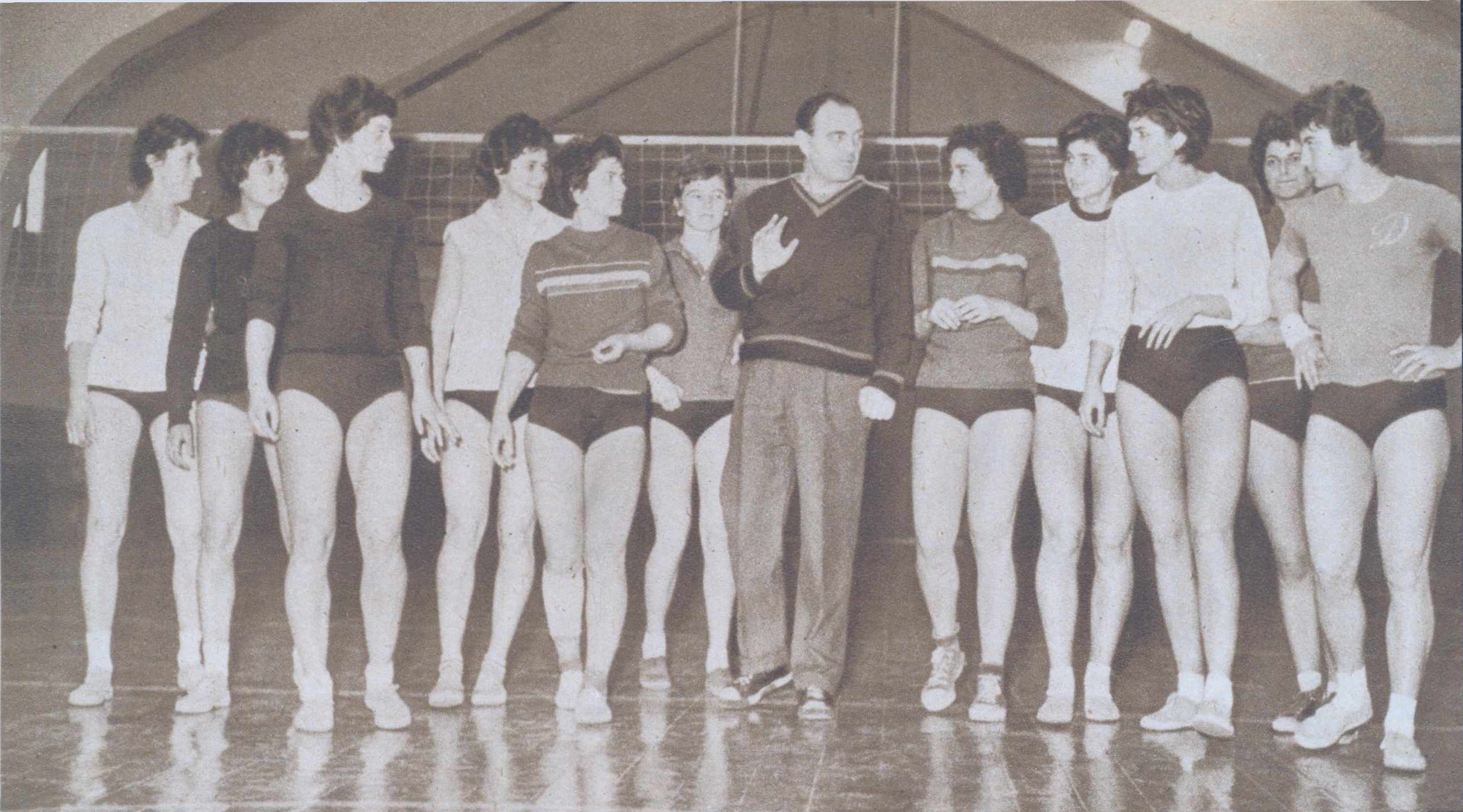
Lotul de volei la un antrenament (1963)
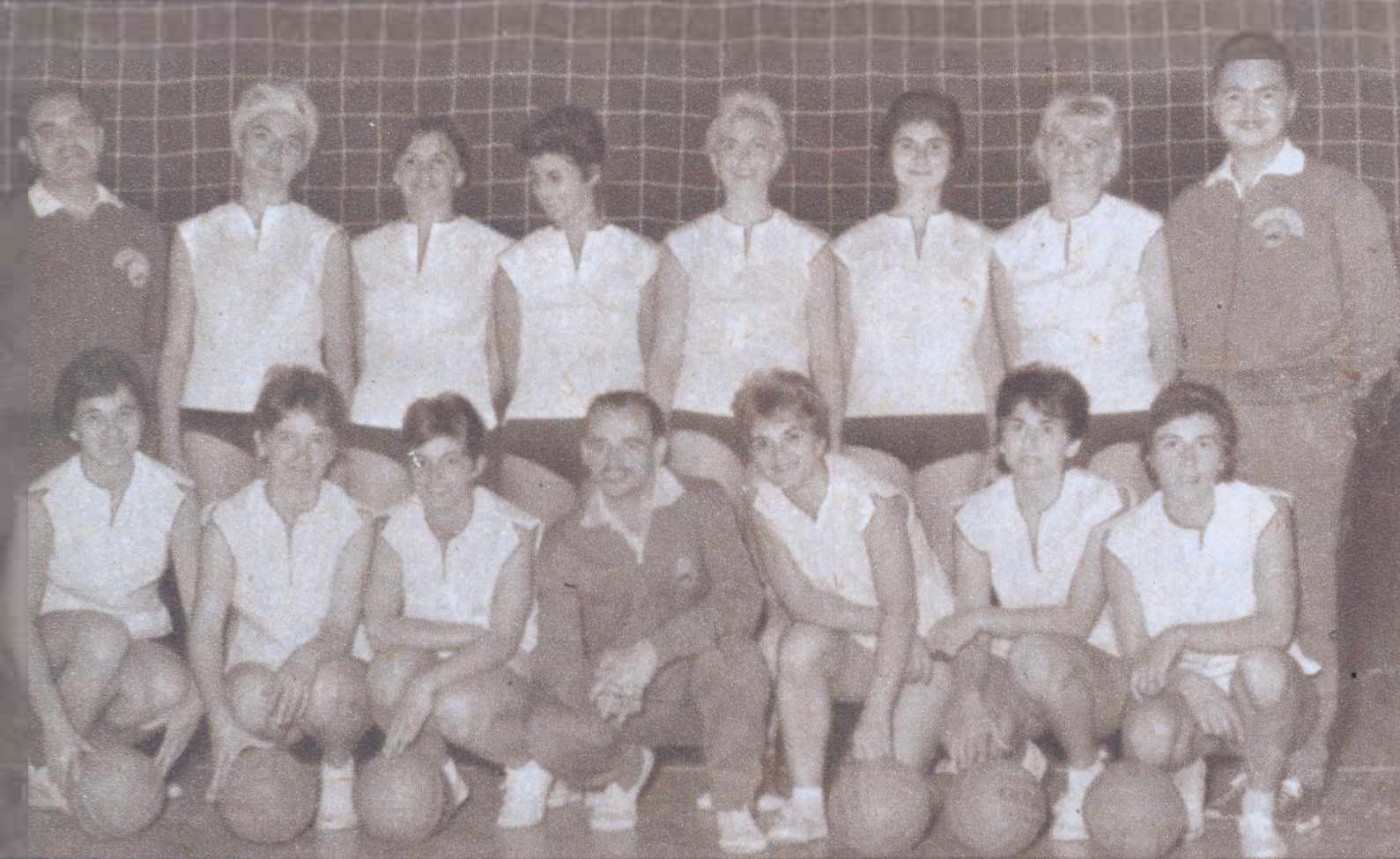
Echipa națională (1963)
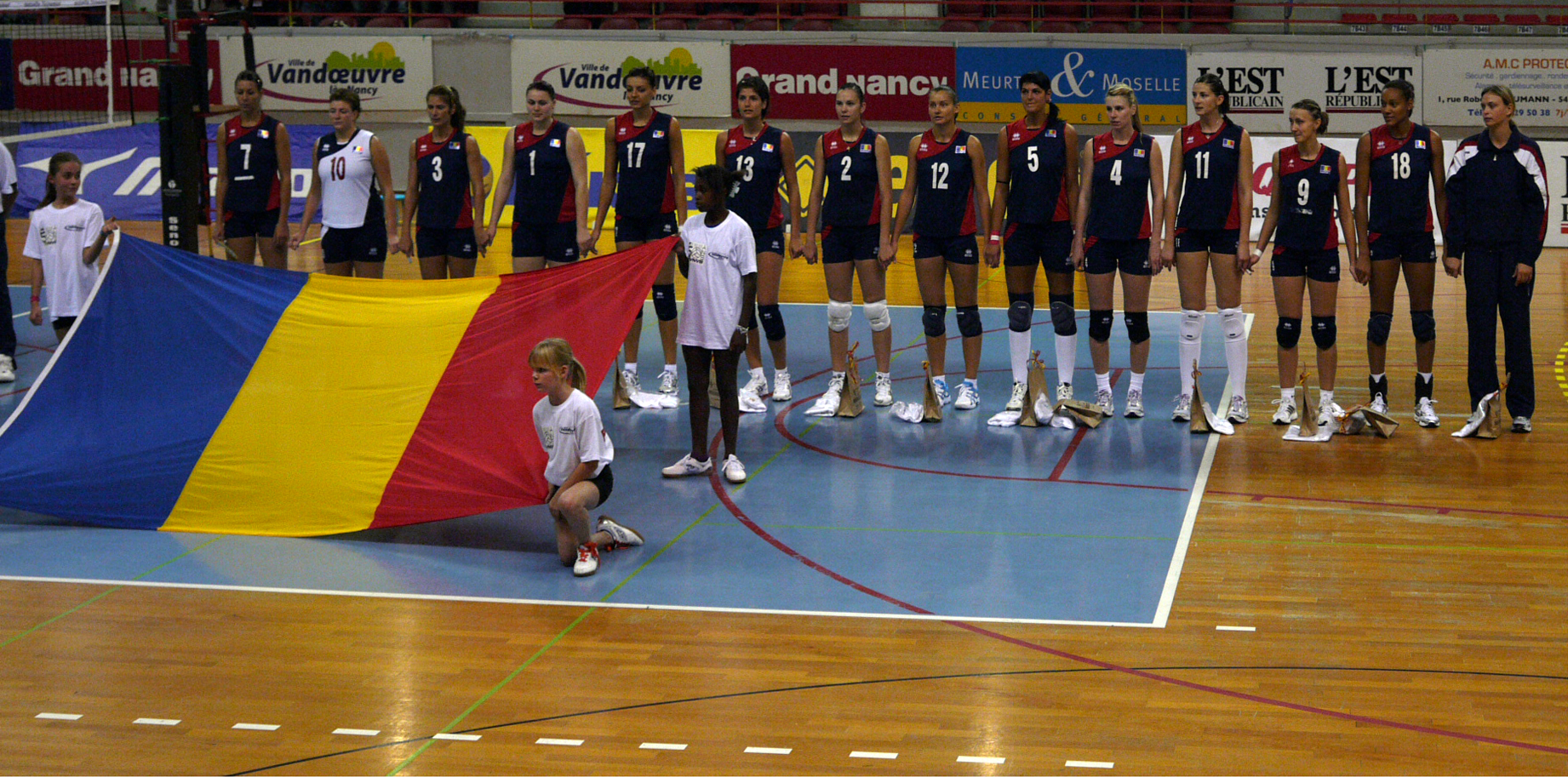
Echipa națională (2011)

## Palmares

### Jocuri Olimpice
- 1964 locul IV
- 1980 locul VIII

### Campionate Mondiale
- 1956 locul II
- 1962 locul IV
- 1952 locul V
- 1970 locul VII
- 1974 locul V

### Campionate Europene
- 1949 locul IV
- 1950 locul V
- 1955 locul IV
- 1958 locul IV
- 1963 locul III
- 1967 locul IX
- 1971 locul VII
- 1975 locul VII
- 1977 locul VI
- 1979 locul V
- 1981 locul VII
- 1983 locul VI
- 1987 locul VIII
- 1989 locul IV
- 1991 locul VI
- 1997 locul XII
- 1999 locul VI
- 2001 locul VII
- 2003 locul VIII
- 2005 locul X
- 2011 locul XII
- 2015 locul XV
- 2019 locul XIII
- 2021 locul XXIII
- 2023 locul XI
- 2026

## Legături externe
Materiale media legate de Echipa națională de volei feminin a României la Wikimedia Commons